# Hällmålningen vid Åbodsjön
Hällmålningen vid Åbodsjön i Sidensjö socken är målad på ett flyttblock några meter från stranden i Stor-Åbodsjön.
Flyttblocket är kubformat med tre meter långa sidor. Målningen beskriver en 1,1 meter stor tydlig älg med ett inre kroppsmönster av en längsgående mittlinje vid vilken snett vinklade linjer ansluter. Huvudet har lodräta linjer och typiska stora öron. En linje lodrätt mot hjässan kan tolkas antingen som horn eller som ett dödande vapen. I älgens bakkropp finns en annan obestämd figur. Målningen är illa skadad och färgen har flagat bort på flera ställen. 
Målningen blev allmänt känd när Gustaf Hallström 1942 publicerade den första artikeln om den. Undersökningen fick av Hallström utföras från en flotte då målningen är vänd ut mot sjön och inte går att se från stranden. Runt Åbodsjön och den nära liggande Hinnsjön har man funnit ett antal stenåldersbosättningar. År 2000 f. Kr. låg Åbodsjön cirka 10 kilometer från kustlinjen.
Flyttblocket är illa åtgånget och är lagat med 64 kg epoxylim. Blocket lyftes 60 centimeter och sattes på ett betongfundament i samband med en sjöreglering 1970.